# Recunoașterea optică a caracterelor

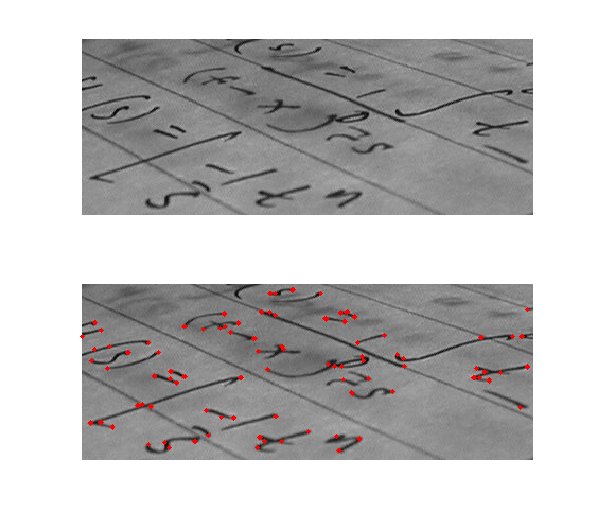
fotografia unei ecuații (sus) și recunoașterea optică a caracterelor (prin puncte) a unui algoritm (jos)

Recunoașterea Optică a Caracterelor (engleză Optical character recognition), abreviată și OCR, reprezintă translatarea mecanică sau electronică a imaginilor cu scris de mână, tipărit sau printat (de obicei scanat) în text editabil.
OCR este un domeniu de cercetare în recunoașterea modelelor, inteligența artificială și vederea mecanică. Recunoașterea optică a caracterelor (folosind metode optice ca oglinzi și lentile) și recunoașterea digitală a caracterelor (folosind scanere și algoritmi pe calculator) au fost, inițial, considerate domenii diferite. Deoarece puține aplicații folosesc tehnici optice, termenul OCR include și procesarea digitală a documentelor. 
Programele inițiale necesitau învățarea caracterelor (exemple ale fiecărui caracter) pentru a identifica un font specific. Astăzi există programe „inteligente” care au un grad mai mare de acuratețe, putând identifica majoritatea fonturilor. Unele programe sunt chiar capabile de a aranja textul pe coloane, imaginile și elementele non-textuale în pagină aproape identic cu sursa originală.